# لياندرو أرماني
لياندرو أرماني (بالإسبانية: Leandro Armani)‏ هو لاعب كرة قدم أرجنتيني في مركز الهجوم، ولد في 23 ديسمبر 1983 في كاسيلدا ‏ في الأرجنتين. لعب مع إنديبنديينتي سانتا في وتيرو فيديرال ونيولز أولد بويز.

## وصلات خارجية
- لياندرو أرماني على موقع إي إس بي إن إف سي (الإنجليزية)
- لياندرو أرماني على موقع قاعدة بيانات كرة القدم.إي يو (الإنجليزية)